# NGC 2022
NGC 2022 – mgławica planetarna znajdująca się w konstelacji Oriona. Została odkryta 28 grudnia 1785 roku przez Williama Herschela. Mgławica ta jest oddalona o około 8200 lat świetlnych od Ziemi.